# شهرستان سرکند
شهرستان سرکند (به قزاقی: Сарқан ауданы، سارقان اۋدانى) یک شهرستان در قزاقستان است که در استان جتی‌سو واقع شده‌است.

## خصوصیات
شهرستان سرکند ۲۴٬۴۰۰ کیلومترمربع مساحت و ۴۰٬۶۸۳ نفر جمعیت دارد.